# Bushwhacker

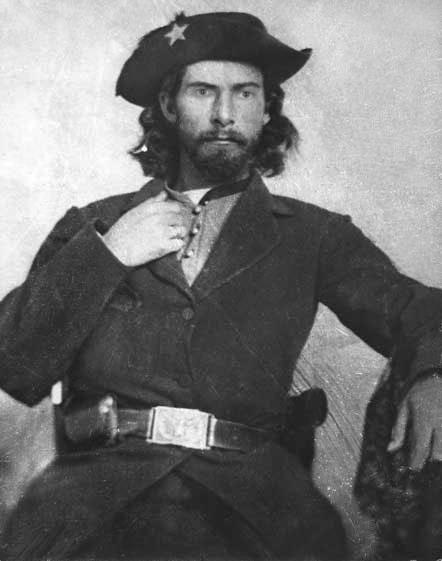

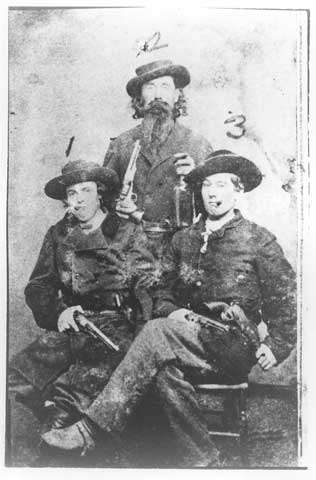
Tres bushwackers: Archie Clement, Dave Pool y Bill Hendricks.

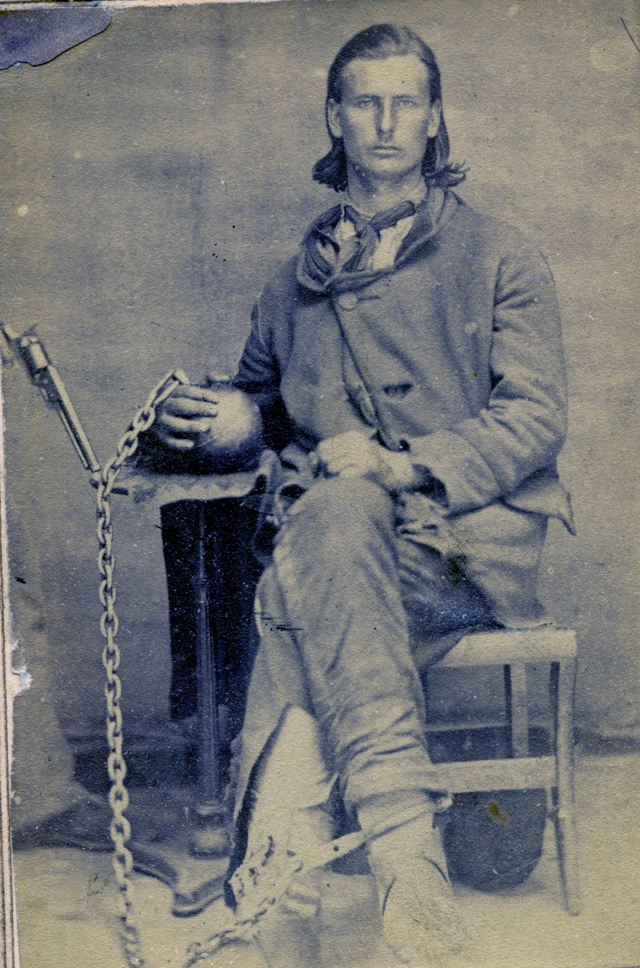
John Nichols, un bushwacker que operó en los condados de Johnson y Pettis en 1862–1863, antes de su ejecución en Jefferson City, Misuri, el 30 de octubre de 1863

El Bushwhacking se refiere a una forma de guerra de guerrillas común durante varios conflictos bélicos en los Estados Unidos, incluyendo la Guerra de independencia, la guerra anglo-estadounidense de 1812, la Guerra de Secesión, entre otros conflictos, en los que existieron grandes áreas de tierra en disputa a la vez que pocos recursos gubernamentales para controlar tales extensiones. Esto ocurrió de manera particularmente frecuente en áreas rurales durante la guerra civil estadounidense, en donde había marcadas divisiones entre quienes apoyaban a la Unión y quienes apoyaban a la Confederación en el conflicto. Los perpetradores de los ataques eran llamados bushwhackers o bushwackers. 
El término «bushwhacking» proviene del verbo inglés «bushwhack» (de bush, arbusto, y whack, golpear), que tiene dos significados: (a) abrirse camino entre matorrales y bosques, y (b) emboscar, o agarrar por sorpresa. Todavía se usa hoy en el idioma inglés para describir emboscadas realizadas con el objetivo de atrición.
Los bushwhackers eran por lo general parte de las fuerzas militares irregulares de ambos bandos. Si bien los bushwhackers llevaron a cabo redadas bien organizadas contra objetivos militares, sus ataques más funestos incluían emboscadas a personas y saqueos de casas en áreas rurales. En el campo, sus acciones fueron particularmente incendiarias en tanto equivalían con frecuencia a peleas entre vecinos, a menudo para saldar cuentas personales. Puesto que los atacantes no llevaban una insignia adecuada, la Unión los consideraba terroristas.

## Jayhawkers de la Unión y bushwhackers confederados
El término «bushwhacker» empezó a usar de manera extendida durante la Guerra de secesión estadounidense (1861-1865). Se le asoció particularmente con las guerrillas secesionistas pro confederadas de Misuri, donde tal tipo de guerra era más intenso. La guerra de guerrillas también asoló Kentucky, Tennessee, el norte de Georgia, Arkansas y el oriente de Virginia (incluido el nuevo estado de Virginia Occidental ), entre otros lugares.
En algunas áreas, en particular en las regiones de los Apalaches de Tennessee y Carolina del Norte, el término bushwhackers era usado para referirse a partisanos confederados que atacaban a las fuerzas de la Unión. Los residentes del sur de Alabama usaban el término en el mismo sentido. Varias bandas de bushwhackers operaban en California en 1864.
Los guerrilleros pro-Unión en Kansas recibían el apodo de «Jayhawkers». Estuvieron involucrados en asaltos transfronterizos en Misuri.

## Comandos partisanos
En la mayoría de áreas, la guerra de guerrillas era usada como complemento de operaciones militares convencionales. El título adoptado por el gobierno confederado a la hora de autorizar formalmente a tales insurgentes fue el de «comando partisano» (en inglés, partisan ranger). Uno de ellos fue el coronel John Singleton Mosby, quien llevó a cabo asaltos contra tropas de la Unión en el Valle de Shenandoah y el norte de Virginia. Asimismo, atacó hacia el norte en Kentucky y Tennessee. También se autorizó la existencia de comandos partisanos en Arkansas.
Con todo, en Misuri bushwhackers secesionistas operaban fuera de la cadena de mando confederada. En ocasiones, destacados comandantes bushwhacker podían recibir un rango confederado formal, como fue el caso de William Quantrill. También era posible que recibieran órdenes escritas de manos de un general confederado, como le ocurrió a «Bloody Bill» Anderson en octubre de 1864 durante un asalto confederado a gran escala en Misuri, o como cuando Joseph C. Porter fue autorizado por el general Sterling Price para reclutar en el noreste de Misuri. Las guerrillas de Misuri con frecuencia apoyaban a los reclutadores confederados en territorios controlados por la Unión. En su gran mayoría, sin embargo, los escuadrones de bushwhackers de Misuri eran grupos autoorganizados de jóvenes, predominantemente provenientes de condados esclavistas a lo largo de los ríos Misuri y Misisipi . Estas guerrillas se organizaron de manera independiente y lucharon contra tropas federales y sus vecinos unionistas, tanto en Kansas como en Misuri. Sus acciones ocurrieron en represalia por lo que consideraban una invasión federal de su estado natal.

## Atrocidades

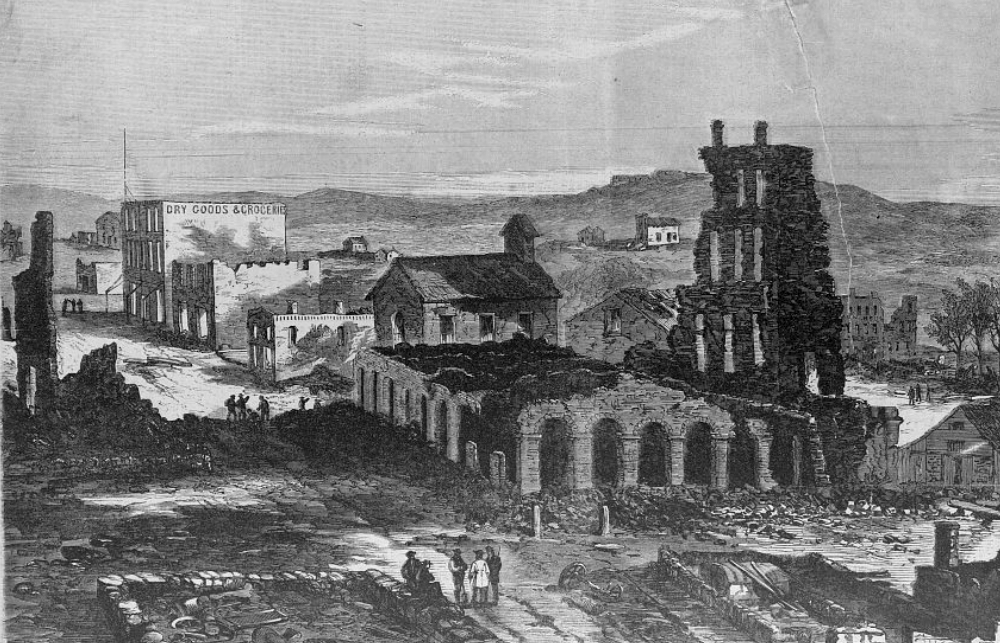
Lawrence en ruinas, 1863

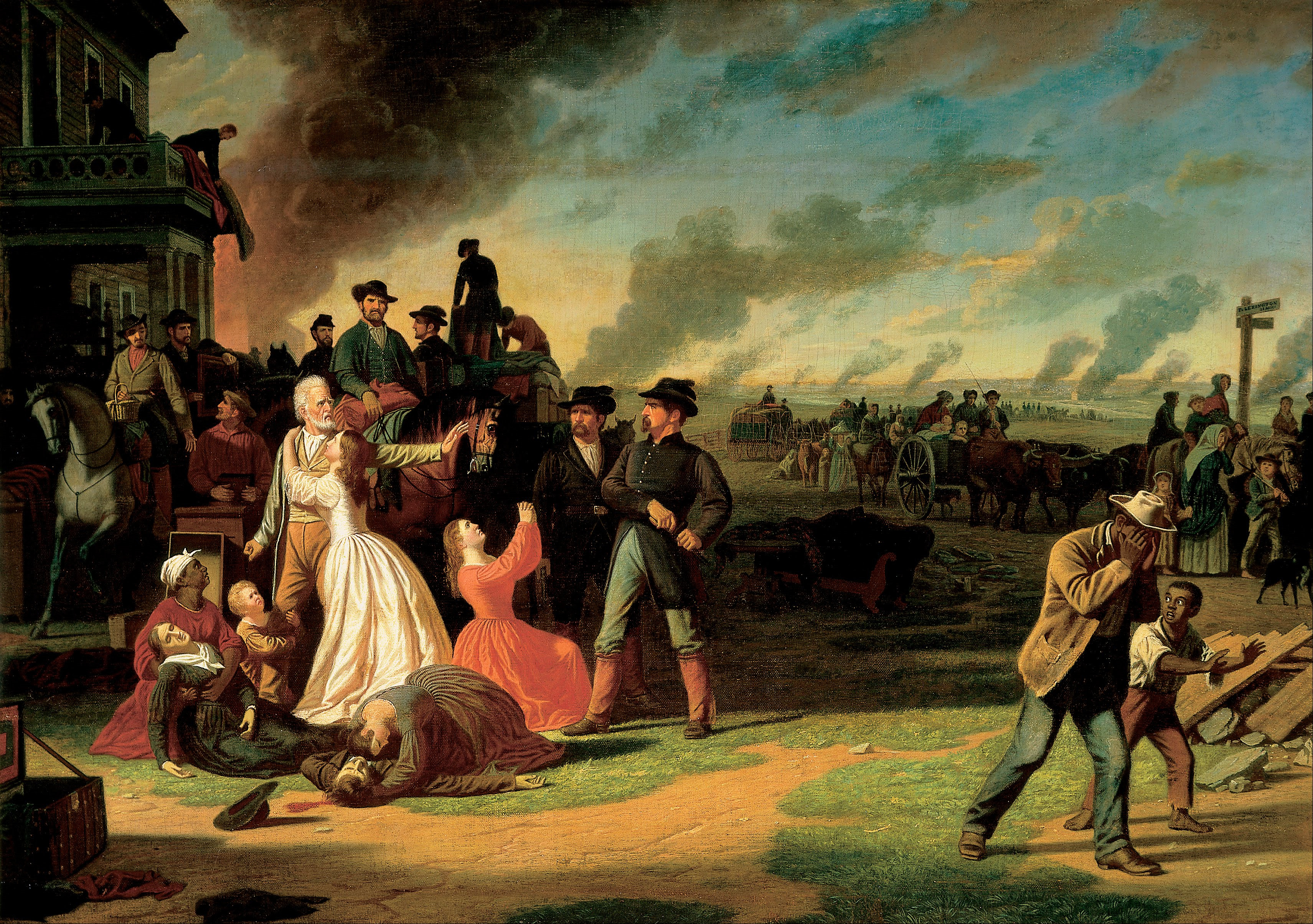
Pintura de George Caleb Bingham, «Orden General No. 11», 1868

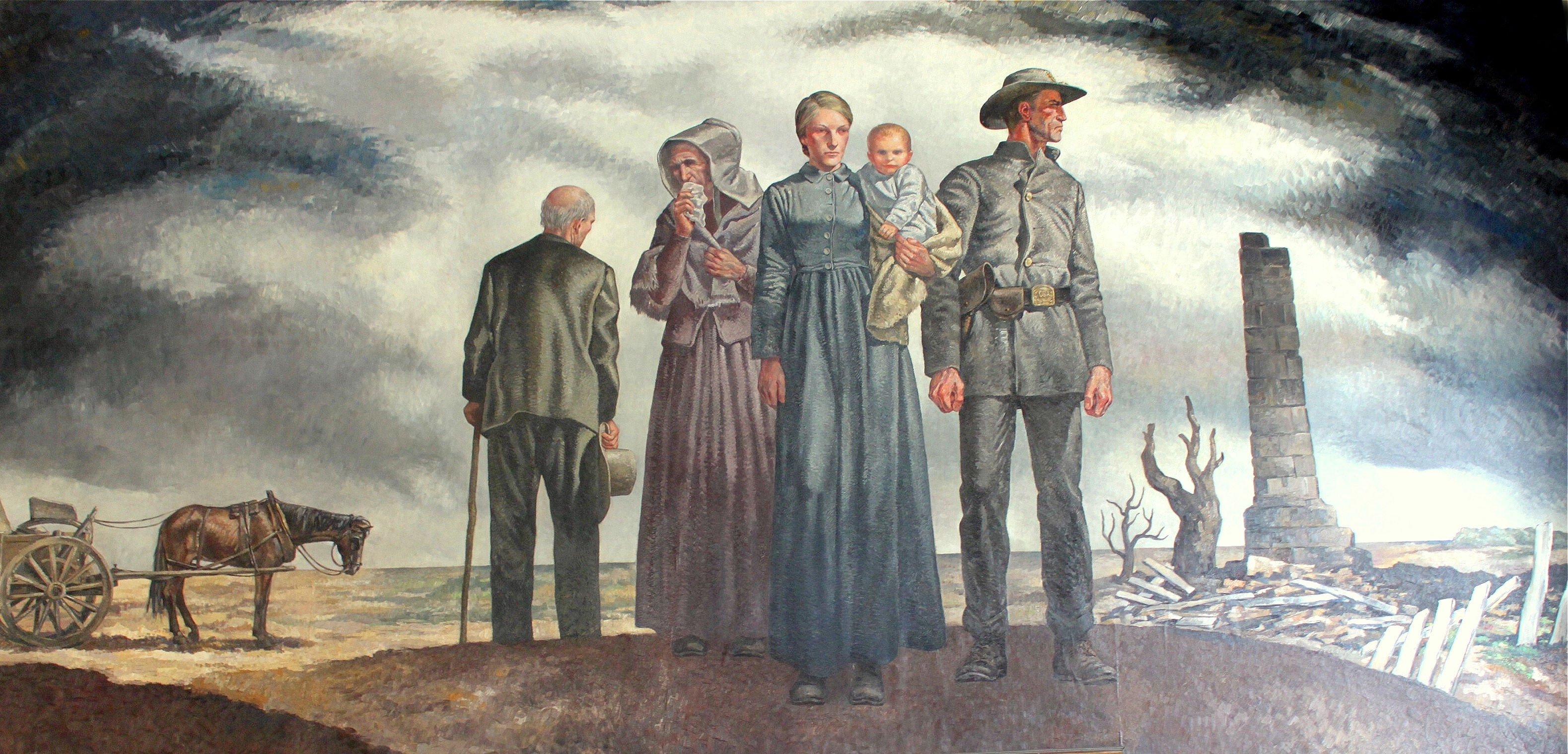
Thomas C. Lea III describió la devastación provocada en los campos de Misuri por la guerra civil estadounidense.

El conflicto con los bushwhackers confederados escaló rápidamente en una sucesión de atrocidades cometidas en Misuri por ambos bandos. Comandantes locales de distrito y de la Unión emplearon la toma de rehenes y el destierro para castigar a simpatizantes secesionistas. Familias específicas, incluida la de Jesse y Frank James o los abuelos maternos y la madre del futuro presidente Harry Truman, fueron desterrados de Misuri.
Las tropas unionistas a menudo torturaban o ejecutaban a sospechosos sin juicio y quemaban las casas de los guerrilleros y de personas sospechosas de ayudarlos o albergarlos. Si había dudas sobre sus credenciales oficiales, con frecuencia los sospechosos eran ejecutados, como ocurrió con el teniente coronel Frisby McCullough tras la batalla de Kirksville. A su vez, los bushwhackers tomaban represalias emboscando patrullas de soldados federales y con frecuencia yendo casa por casa dando muerte a simpatizantes unionistas.
Una de las acciones más violentas durante la guerra civil estadounidense por parte de los bushwhackers fue la Masacre de Lawrence. El bushwhacker William Quantrill dirigió un asalto en agosto de 1863 en Lawrence, Kansas, incendiando la ciudad y dando muerte a unos 150 hombres y niños en Lawrence. Los bushwhackers justificaron el asalto como represalia por el saqueo de Osceola, Misuri, un ataque a manos de un grupo de jayhawkers antiesclavistas dos años antes, en el que el pueblo de Osceola fue incendiado y al menos nueve hombres murieron, así como por la muerte de cinco mujeres familiares de bushwhackers que murieron en el colapso de una cárcel en Kansas City, Misuri.
Con el objeto de poner fin a las incursiones guerrilleras en Kansas, Thomas Ewing, Jr., el comandante unionista del Distrito de la Frontera (que incluía a los condados a lo largo de la frontera entre los estados de Misuri y Kansas), ordenó la evacuación total de todos los pobladores de Jackson, Cass, Bates y los condados norteños de Vernon en Misuri bajo su Orden General n.º 11. Alrededor de veinticinco mil habitantes rurales tuvieron que trasladarse a áreas cercanas a campamentos de la Unión o abandonar el estado, y sus casas fueron quemadas para que no pudieran regresar. En total, más de trescientos veinte mil kilómetros cuadrados de Misuri occidental quedaron desolados para finales de septiembre de 1863. Un pastor protestante, George Miller, que vivía en Kansas City, escribió al respecto que: «A lo largo de kilómetros y kilómetros no veíamos más que chimeneas solitarias. Parecía un inmenso cementerio, ni un solo ser vivo que rompiera el silencio». El Distrito de la Frontera pasó a ser conocido como el «distrito quemado».
La frontera entre Misuri y Arkansas también había quedado desolada. El periódico Little Rock Arkansas Gazette escribió al respecto en agosto de 1866 que:

Wasted farms, deserted cabins, lone chimneys marking the sites where dwellings have been destroyed by fire, and yards, gardens and fields overgrown with weeds and bushes are everywhere within view. The traveler soon ceases to wonder when he sees the charred remains of burnt buildings, and wonders rather when he beholds a house yet standing that it also did not disappear in the general conflagration. Such was the terrible intensity of the recent civil war ...

Por todas partes se ven granjas abandonadas, cabañas desiertas, chimeneas solitarias que señalan los lugares donde las viviendas han sido destruidas por el fuego, y patios, jardines y campos cubiertos de maleza y arbustos. El viajero pronto deja de asombrarse cuando ve los restos carbonizados de edificios quemados, y se sorprende más bien cuando contempla una casa aún en pie que no desapareció también en la conflagración general. Tal fue la terrible intensidad de la reciente guerra civil...

Asimismo, en otras áreas de Misuri ambos bandos en conflicto saquearon y destruyeron propiedades, en tanto las atrocidades durante la Guerra de secesión estadounidense fueron en muchos sentidos una continuación de la violencia del llamado «sangrado de Kansas».

## Masacre de Centralia
Además de la masacre de Lawrence, la atrocidad más notoria cometida por los bushwhackers confederados fue el asesinato de 24 soldados unionistas desarmados que fueron sacados de un tren en la llamada «masacre de Centralia», en Centralia, Misuri. El ataque fue comandado por el líder guerrillero proconfederado William "Bloody Bill" Anderson en represalia por la ejecución anterior de varios de sus propios hombres. Poco después, en una emboscada a las tropas unionistas que los perseguían, los hombres de Anderson mataron a más de 100 soldados federales. En octubre de 1864, Anderson fue emboscado y asesinado en la batalla que siguió por parte de soldados de la Milicia Estatal de Misuri liderados por el coronel Samuel P. Cox. El cuerpo de Anderson fue exhibido al público después de su muerte.

## El bandolerismo de posguerra

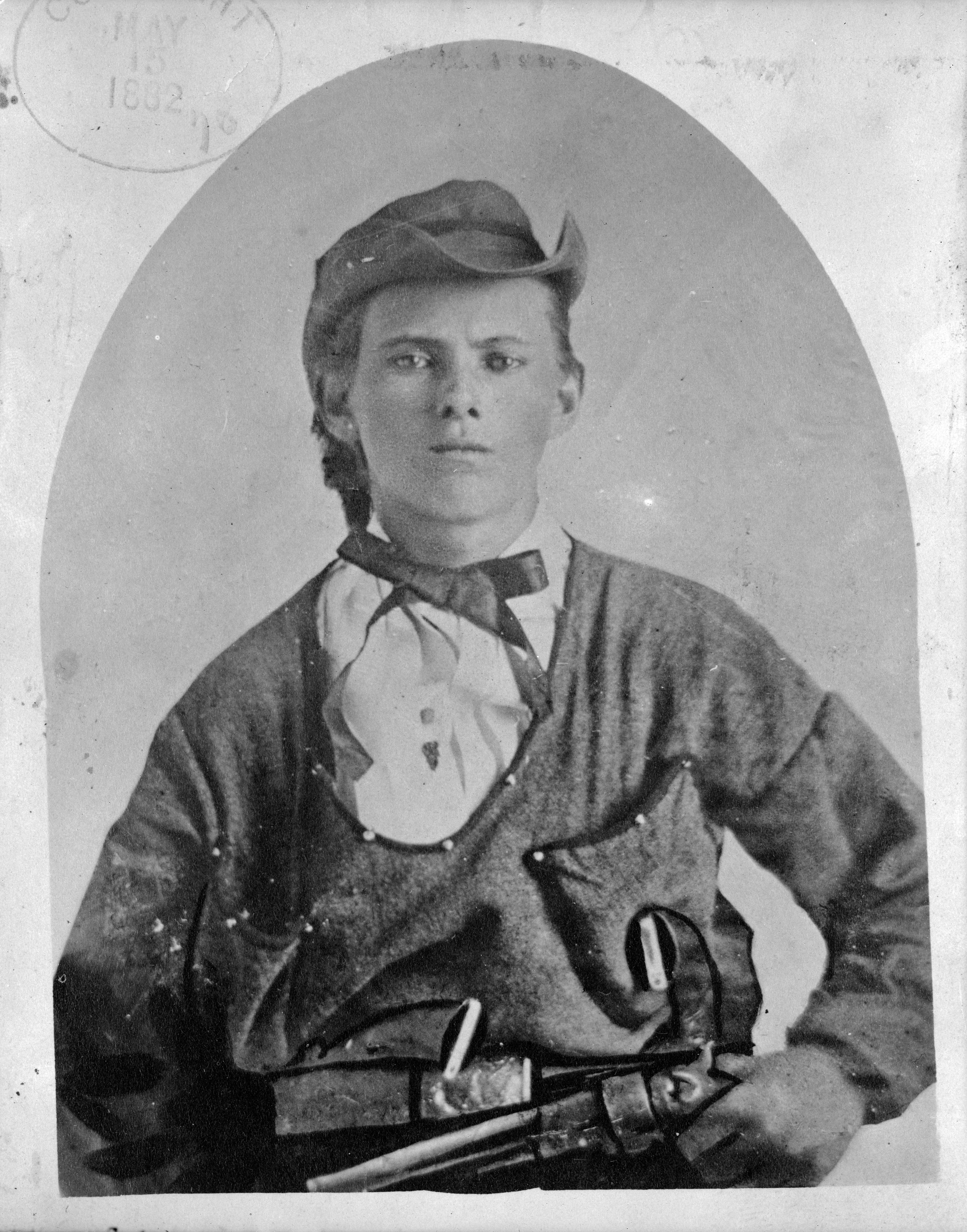
Jesse James, aprox. 16 años de edad

El conflicto guerrillero en Misuri constituyó, en muchos aspectos, una guerra civil dentro de la Guerra civil. El famoso forajido Jesse James comenzó a luchar desde muy joven como insurgente en 1864, al igual que su hermano Frank. Ambos se unieron a la banda de William Quantrill y posteriormente a la de Bloody Bill Anderson, y el marshal intendente del condado de Clay reportó que ambos habían participado en la masacre de Centralia. Durante meses de combates a menudo intensos,  James luchó únicamente contra otros misurianos, incluyendo desde regimientos misurianos de tropas voluntarias hasta milicias estatales y civiles unionistas desarmados. El único caso confirmado de que haya intercambiado de disparos contra tropas federales de otro estado ocurrió un mes después de la rendición del general confederado Robert E. Lee, en 1865, durante un choque casi fatal con soldados de caballería provenientes de Wisconsin. Durante la guerra, su madre y hermana fueron arrestadas, su padrastro fue torturado y su familia desterrada temporalmente de Misuri a manos de milicianos estatales — todos unionistas de Misuri.
Tras el final de la guerra civil, los supervivientes de la pandilla de Anderson (entre quienes estaban los hermanos James) se mantuvieron juntos bajo el liderazgo de Archie Clement, uno de los lugartenientes de Anderson. En febrero de 1866 el grupo inició una serie de robos a mano armada. Este grupo se hizo conocido como la Banda de James-Younger, tras la captura o muerte de los forajidos de mayor edad (Clement, entre ellos) y la incorporación del antiguo bushwhacker Cole Younger y sus hermanos. En diciembre de 1869, Jesse James se hizo el más famoso de esta banda cuando su nombre apareció como el principal sospechoso del robo a la Asociación de Ahorros del Condado de Daviess en Gallatin, Misuri, así como del asesinato del cajero John W. Sheets. Mientras James huía de la escena, declaró haber matado a Samuel P. Cox en venganza por la muerte de Bloody Bill Anderson, lo que sugiere que James mató a Sheets por accidente, confundiéndolo con Cox, quien vivía en Gallatin. Durante toda su larga carrera criminal, James a menudo escribía a los periódicos presentándose a sí mismo como un bushwhacker y buscando el apoyo de exconfederados y otros habitantes de Misuri que habían sido perjudicados por las autoridades federales durante la Guerra Civil y la Reconstrucción.
Tras el final de la guerra civil en 1865, los miembros de la Banda de Mason Henry continuaron como forajidos en el sur de California con un precio sobre sus cabezas por los «asesinatos de Copperheads» de noviembre de 1864 en el Valle de San Joaquín, cuando mataron a tres hombres que creían que eran republicanos. Tom McCauley, un líder de la banda también conocido como «James Henry» o «Jim Henry», murió en un tiroteo con una banda de San Bernardino el 14 de septiembre del mismo año, en el Cañón de San Jacinto, en lo que era para entonces el condado de San Diego. John Mason, el otro líder, fue asesinado en abril de 1866 por otro miembro de su pandilla por la recompensa, cerca de Fort Tejon en el condado de Kern.
En 1867, cerca de Nevada, Misuri, una banda de bushwhackers mató al sheriff Joseph Bailey, un antiguo general de brigada unionista, que intentaba arrestarlos. Entre los sospechosos del asesinato se encontraba William McWaters, quien alguna vez cabalgó con Bloody Bill Anderson y con Quantrill.

## En la cultura popular
- En la película de Wéstern de 1968 Arizona Bushwhackers .
- Los bushwhackers son el foco principal de la película de 1999 Ride with the Devil .
- Los bushwhackers son el foco principal de Wildwood Boys (2000), una novela biográfica de James Carlos Blake sobre la vida de «Bloody Bill» Anderson.
- La película de 1976 The Outlaw Josey Wales describe las actividades de bushwhackers durante y después de la guerra civil estadounidense.
- Los bushwhackers aparecen en las historias paralelas de la serie de televisión Deadwood de HBO de 2004, ambientada en Dakota del Sur.
- El videojuego de 2018 Red Dead Redemption 2 incluye una pandilla conocida como los Lemoyne Raiders, que opera como bushwhackers neoconfederados.
- Los Bushwhackers, un equipo de lucha libre de Nueva Zelanda, formaron parte de la Federación Mundial de Lucha Libre entre 1988 y 1996.